# ルーハン・ネル
ルーハン・ネル（Ruhan Nel、1991年5月17日 - ）は、ユナイテッド・ラグビー・チャンピオンシップ、ストーマーズに所属するラグビー選手。

## プロフィール
- 南アフリカポート・エリザベス出身[1]。
- ポジションはウィング(WTB)、センター(CTB)、フルバック(FB)。
- 身長 191cm、体重 97kg
- 弟のジャックもラグビー選手[2]。

## 略歴
2021年、東京五輪の7人制南アフリカ代表に選ばれた。